# Anthony Theus
Anthony Theus (Eindhoven, 21 februari 1968) is een Nederlands voormalig wielrenner. Theus reed in 1995 voor TVM-Polis Direct en van 1999 tot 2000 voor AXA Cycling Team.

## Palmares
1989
Omloop der Kempen
9e etappe Olympia's Tour
1990
5e etappe Giro delle Regioni
5e deel A en 6e etappe Olympia's Tour
1991
1e etappe Ronde van de Sarthe
1993
3e etappe Ster van Brabant
4e etappe Giro delle Regioni
1e etappe Wielerweekend Zeeuws-Vlaanderen
1994
7e etappe Ronde van Normandië
Ronde van Drenthe
1e en 2e etappe Teleflex Tour
Omloop der Kempen
3e etappe Olympia's Tour
6e etappe deel A Ronde van Zweden
1995
Köln-Schuld-Frechen
Omloop der Kempen
1e en 3e etappe deel A Olympia's Tour
14e etappe Ronde van Portugal
1996
Ronde van Overijssel
1e etappe Olympia's Tour
1997
Omloop van de Glazen Stad
2e etappe Ster van Brabant
8e etappe deel A Olympia's Tour
Ronde van Drenthe
1998
7e etappe Olympia's Tour
3e etappe Wielerweekend Zeeuws-Vlaanderen
1999
Omloop van Schokland
2000
Omloop der Kempen